# Episodi di Magnum, P.I. (quinta stagione)
La quinta stagione della serie televisiva Magnum, P.I. è stata trasmessa in prima visione negli Stati Uniti d'America da CBS tra il 1984 e il 1985.
In Italia è stata trasmessa in prima visione da Italia 1 tra il 1986 e il 1987.
| nº | Titolo originale              | Titolo italiano                     | Prima TV USA      | Prima TV Italia |
| -- | ----------------------------- | ----------------------------------- | ----------------- | --------------- |
| 1  | Echoes of the Mind (1)        | Gli echi della mente (1ª parte)     | 27 settembre 1984 |                 |
| 2  | Echoes of the Mind (2)        | Gli echi della mente (2ª parte)     | 4 ottobre 1984    |                 |
| 3  | Mac's Back                    | Il ritorno di Mac                   | 11 ottobre 1984   |                 |
| 4  | The Legacy of Garwood Huddle  | L'eredità                           | 18 ottobre 1984   |                 |
| 5  | Under World                   | Mondo sommerso                      | 25 ottobre 1984   |                 |
| 6  | Fragments                     | Frammenti                           | 1º novembre 1984  |                 |
| 7  | Blind Justice                 | La giustizia è cieca                | 8 novembre 1984   |                 |
| 8  | Murder 101                    | Investigazione privata, primo corso | 15 novembre 1984  |                 |
| 9  | Tran Quoc Jones               | L'abito non fa il monaco            | 29 novembre 1984  |                 |
| 10 | Luther Gillis: File #001      | L'onore è salvo                     | 6 dicembre 1984   |                 |
| 11 | Kiss of the Sabre             | Il colpo della sciabola             | 13 dicembre 1984  |                 |
| 12 | Little Games                  | Segreti del mestiere                | 3 gennaio 1985    |                 |
| 13 | Professor Jonathan Higgins    | Professor Jonathan Higgins          | 10 gennaio 1985   |                 |
| 14 | Compulsion                    | I ragazzi di Sundhurst              | 24 gennaio 1985   |                 |
| 15 | All For One (1)               | Tutti per uno (1ª parte)            | 31 gennaio 1985   |                 |
| 16 | All For One (2)               | Tutti per uno (2ª parte)            | 7 febbraio 1985   |                 |
| 17 | The Love-For-Sale Boat        | Tre ragazze e una barca             | 14 febbraio 1985  |                 |
| 18 | Let Me Hear the Music         | La musica del tempo                 | 21 febbraio 1985  |                 |
| 19 | Mrs. Jones                    | Ipnosi                              | 7 marzo 1985      |                 |
| 20 | The Man from Marseilles       | L'uomo di Marsiglia                 | 14 marzo 1985     |                 |
| 21 | Torah, Torah, Torah           | Furto su commissione                | 28 marzo 1985     |                 |
| 22 | A Pretty Good Dancing Chicken | Corruzione di minorenne             | 4 aprile 1985     |                 |